# Temnothorax lidong
Temnothorax lidong (лат.) — вид мелких муравьёв рода Temnothorax из подсемейства мирмицины (Formicidae). Встречается в Китае.

## Этимология
Видовое название T. lidong происходит от слова «Lidong» (立冬, «лидун», начало зимы), обозначающего один из 24 сроков (знаков зодиака) традиционного Китайского солнечного календаря (знак скорпиона, с 7 ноября).

## Распространение
Китай: провинции Юньнань и Сычуань.

## Описание
Мелкие муравьи (около 3 мм), основная окраска тела чёрная. Новый вид сходен с T. yanwan Terayama, 2009, но отличается тем, что у нового вида дорсум головы почти гладкий на центральной продольной полосе, дорсум промезонотума и мезонотума почти гладкий на центральной области, проподеальные шипы короче наклонной поверхности и слабо изогнуты назад; у T. yanwan дорсум головы крупно продольно шершавый на центральной продольной полосе, дорсум промезонотума и мезонотума густо сетчатый на центральной области, проподеальные шипы примерно такой же длины, как и наклонная поверхность, и сильно изогнуты назад. Новый вид также похож на T. bailu, но отличается тем, что у нового вида проподеальные шипы тонкие при виде сбоку, узел петиоля почти конический с узко закруглённым дорсумом, мезосомальные бока густо пунктированы, цвет тела чёрный; у T. bailu проподеальные шипы более толстые при виде сбоку, узел петиоля почти трапециевидный с наклонным дорсом, мезосомальные бока сетчатые, цвет тела красновато-коричневый. Новый вид также сходен с T. daxue, но отличается тем, что у нового вида дорсум мезонотума и проподеума прямой при боковом виде, проподеальные шипы острые, мезосомальные бока густо пунктированы; у T. daxue дорсум мезонотума и проподеума слабо выпуклый при боковом виде, проподеальные шипы удлинённые, мезосомальные бока сетчатые. Заднегрудь угловатая, с проподеальными шипиками. Грудь и голова сверху с морщинками, профиль ровный, без промезонотального и метанотального шва. Брюшко гладкое и блестящее. Усики 12-члениковые. Вид был впервые описан в 2024 году китайскими мирмекологами Yu-Han Qian и Zheng-Hui Xu (Southwest Forestry University, Куньмин, Юньнань) по типовым материалам из Китая.

### Комментарии
1. ↑  В западном календаре это соответствует второй половине зодиакального знака Скорпиона (с 7 ноября), а в культурах Восточной Азии лидун означает начало зимы. Первой половине соответствует shuangjiang и назван вид Temnothorax shuangjiang